# NGC 2129
NGC 2129 (również OCL 467) – gromada otwarta znajdująca się w gwiazdozbiorze Bliźniąt. Odkrył ją William Herschel 6 lutego 1782 roku podczas poszukiwań gwiazd podwójnych; 16 listopada 1784 roku obserwował ją ponownie i skatalogował jako obiekt typu „mgławicowego”. Gromada znajduje się w odległości ok. 7,2 tysiąca lat świetlnych od Słońca.